# Dolmen de Kerlescan
Pour l’article homonyme, voir Tumulus de Kerlescan.
Le dolmen de Kerlescan est un dolmen  situé à Carnac, dans le Morbihan en France. D'après les descriptifs connus par les fouilles de la fin du XIXe siècle, il s'agissait probablement d'une allée couverte désormais très endommagée.

## Localisation
Le mégalithe est situé à environ 200 m au nord de l'alignement de Kerlescan, sur la commune de Carnac.

## Historique
Le site a été exploré une première fois par M. de Kérenflech, sans résultat connu. En 1860, M. de Villemeureuil fouille le site et en dresse un plan du monument qu'il abrite, qu'il qualifie de « grotte ». En 1867, Lukis visite le site, en dresse un plan mais constatant qu'il a déjà été fouillé, il se contente de fouiller les déblais des fouilles antérieures. Le site fait l'objet d'une restauration vers 1888.
Le dolmen est classé au titre des monuments historiques sur la liste de 1889 en même temps que les alignements de Kerlescan.

## Description
Le monument a été complètement ruiné après les fouilles de la fin du XIXe siècle, son architecture d'origine n'est connue qu'à partir des plans et descriptions données par Villemeureuil et Lukis, dont il ressort qu'il s'agissait d'une « sorte d'allée couverte ».

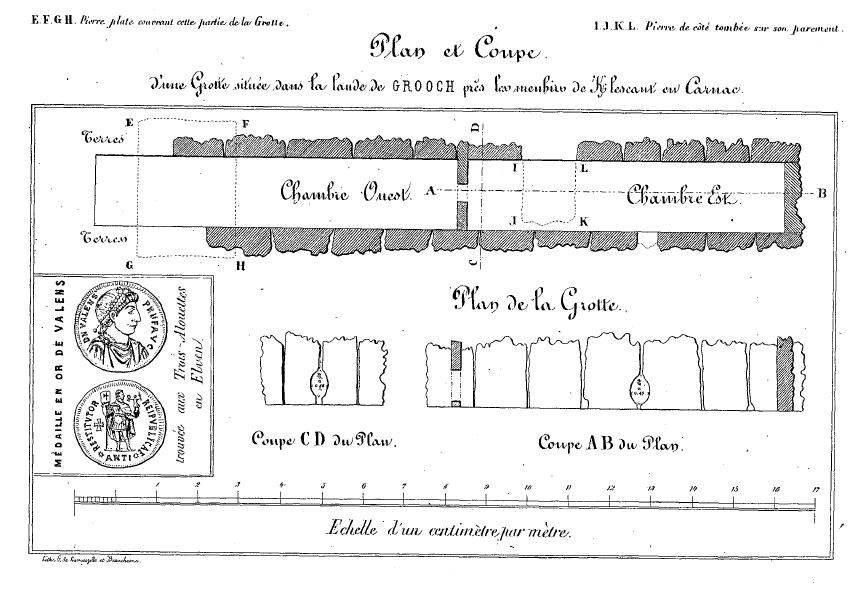
Plan et coupe du monument selon Villemeureuil.

Villemeureuil décrit un tumulus de forme ovale renfermant à l'intérieur une structure, mesurant 16 à 17 m de long dans le sens est/ouest sur 1,74 m de largeur, divisée en « deux chambres, l'une à l'est, longue de 7,70 m et l'autre à l'ouest , de 8,89 m, dont les parements revêtus de pierres plates de dimensions sensiblement égales sont parfaitement uniformes et alignées ». Sur le plan dressé par Villemeureuil, cette structure interne comprend douze orthostates côté nord et onze côté sud, l'extrémité est est fermée par une dalle transversale et l'extrémité ouest est ouverte. Les deux « chambres » sont séparées par une cloison constituée par « deux pierres plates, relativement polies, épaisses de 0,30 m et évidées dans le milieu de manière à laisser entre elles un trou ovale haut de 0,76 m et large de 0,42 m, dont les bords sont amincis et paraissent usés par le travail ou un frottement continu ». Villmeureuil constate l'existence d'un espace entre les troisième et quatrième support du côté sud (0,47 m de large sur 0,64 m) qu'il attribue au résultat d'une fouille ancienne car le passage lui paraît trop étroit pour être une ouverture. Villemeureuil suppose que le monument était entièrement couvert de dalles.
Le plan dressé par Lukis est beaucoup plus complet que celui de Villemeureuil car il décrit tant l'extérieur que l'intérieur du tumulus. Selon Lukis, la forme du tumulus affecte celle d'un rectangle mesurant 49 m de long sur 13 m de large côté ouest et 15 m de large côté est. Il est entouré par quinze blocs péristalithes (dressés sur le pourtour du tumulus), dix côté nord et cinq côté sud. Les pierres mesurent en moyenne 1,80 m de hauteur. Lors de la restauration de 1888, huit pierres supplémentaires du péristalithe seront découvertes cachées sous les déblais des fouilles antérieures. Le monument intérieur mesure 17 m de longueur mais ne comporte que vingt-trois orthostate à l’intérieur.
En 1887, Félix Gaillard constate que le péristalithe comporte dix-sept pierres debout, quatre renversées et quatre excavations correspondant à des pierres manquantes et qu'intérieurement le monument ne comporte plus que six dalles côté nord et une seule côté sud : selon les villageois, toutes les pierres manquantes auraient été employées à la restauration du moulin du Laz. Contrairement à Villemeureuil, Gaillard estime que l'ouverture au sud devait correspondre à l'entrée d'origine et que l'absence de dalles côté ouest devait résulter d'une destruction antérieure aux fouilles. Selon Gaillard, le sol du monument était recouvert de pierres plates en complément du rocher naturel.

## Mobilier archéologique
Villemeureuil ne mentionne aucune découverte de mobilier. Lukis découvrit de nombreux fragments de poterie dans les déblais de Villemeureuil qui lui permirent de reconstituer « deux vases ornementés dont l'un à anses », une hache en fibrolithe, deux pointes de flèche à pédoncule et ailerons, deux pendeloques (1 en cristal de roche, 1 en schiste) et plusieurs éclats de silex. Ce mobilier est conservé au British Museum.
Gaillard recueillit une petite pendeloque et une petite hache perforée.